# Route de Karnali

La route nationale H13 ou route de Karnali (népalais : कर्णाली राजमार्ग)) est une route nationale du  Népal, qui permet la liaison de la ville de Jumla (en), capitale du district de Jumla dans la zone de Karnali et Surkhet (en).

## Présentation
La Karnali Highway, construite en 2006, permet de relier la zone de Karnali une zone totalement enclavée et la moins développée du Népal, à une grande zone développée Surkhet (en). Ces zones étaient avant 2006, uniquement reliées par voie aérienne, ou par des chemins piétons, non carrossables.
Longue de 232 kilomètres, seulement 17 kilomètres ont été asphaltés en 2010.
En 2010, à la suite de fortes pluies de mousson, la route de Karnali a été fermée à cause de glissements de terrain et les cultures ont été détruites à cause de la pluie incessante. Un tiers de l'ensemble du pays était inaccessible, sauf à pied. Elle a été rouverte le 3 octobre, après 3 mois de fermeture après plusieurs décès dus à la famine.
En juillet 2011, 85 % de la Karnali Highway était toujours considérée comme dangereuse.
Les nombreux habitants des zones rurales situées le long de la route ont un accès limité aux marchés, aux établissements de santé et aux écoles et ne peuvent faire face au coût élevé des transports. 

Le mauvais état de la route fait qu'il est difficile pour les agriculteurs de transporter et de commercialiser leurs récoltes. Il y a un besoin pressant de fournir un réseau routier fonctionnel dans la région, rendue plus urgente par les préoccupations actuelles sur les prix alimentaires et les pénuries, les coûts élevés de l'énergie et des besoins sociaux et de santé.

Entre 60 et 75 % des enfants de moins de cinq ans souffrent de malnutrition chronique et jusqu'à 64 % de la population vit dans la pauvreté.

## Télévision
Cette route, inachevée, a fait l'objet d'un documentaire d'une durée de 50 minutes diffusé sur France 5 le 2 juillet 2013 sous le titre : Les Routes de l'impossible, Népal : les damnés du précipice Saison 2.